# Adam von Trott zu Solz

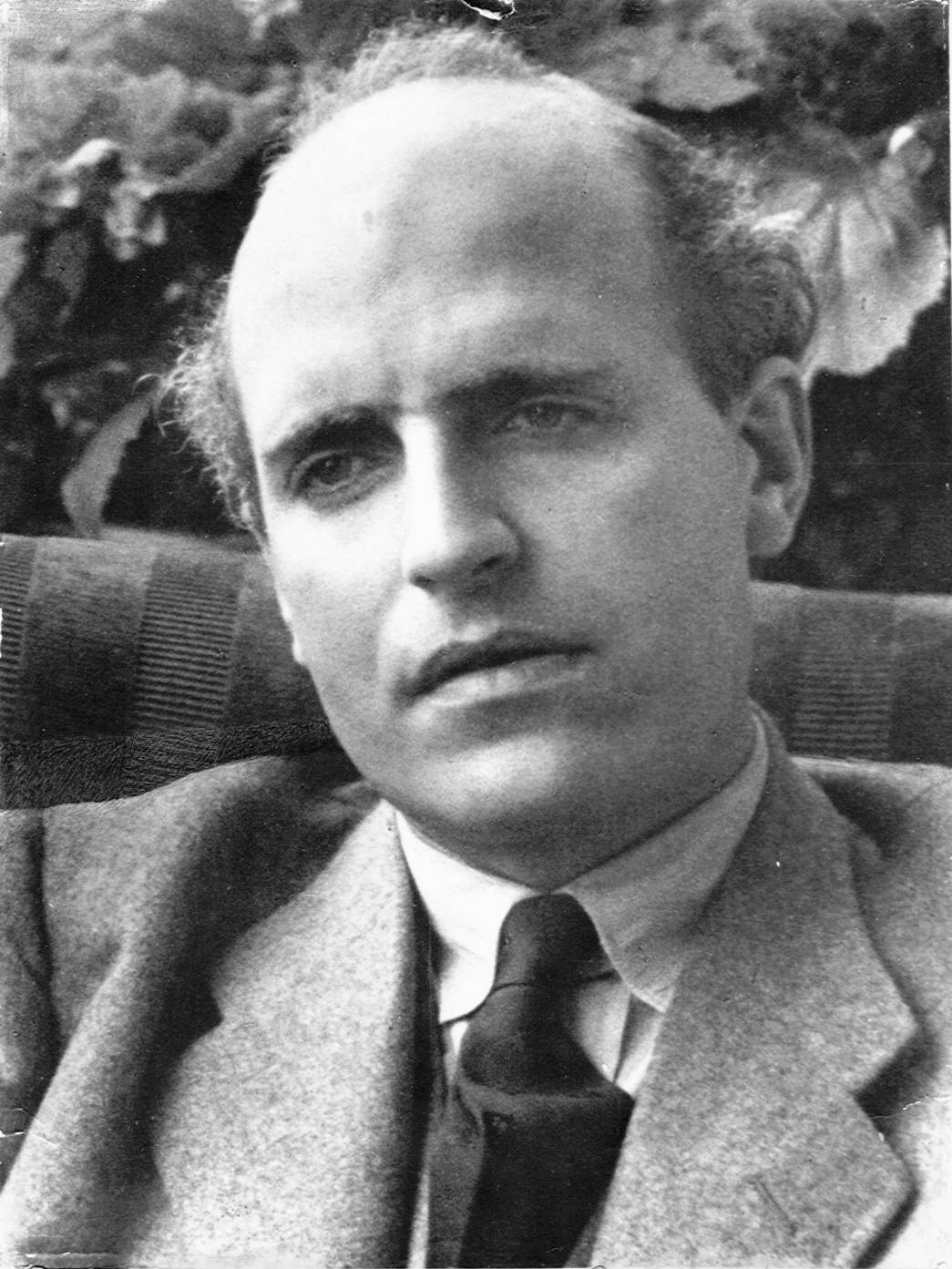
Adam von Trott zu Solz 1943

Friedrich Adam von Trott zu Solz (* 9. August 1909 in Potsdam; † 26. August 1944 in Berlin-Plötzensee) war ein deutscher Jurist, Diplomat und Widerstandskämpfer gegen den Nationalsozialismus.
Adam von Trott zu Solz war von Beginn an ein Gegner des nationalsozialistischen Regimes und setzte sich spätestens seit 1939 nachweisbar für dessen Sturz ein. Er entwickelte darüber hinaus weitreichende Ideen für ein freies gemeinsames Europa in der Zukunft. Trott gehörte zum Kern der Widerstandsgruppe Kreisauer Kreis um Helmuth James Graf von Moltke und Peter Graf Yorck von Wartenburg. In enger Zusammenarbeit mit Claus Schenk Graf von Stauffenberg war er an der Verschwörung vom 20. Juli 1944 beteiligt.

## Familie und Herkunft

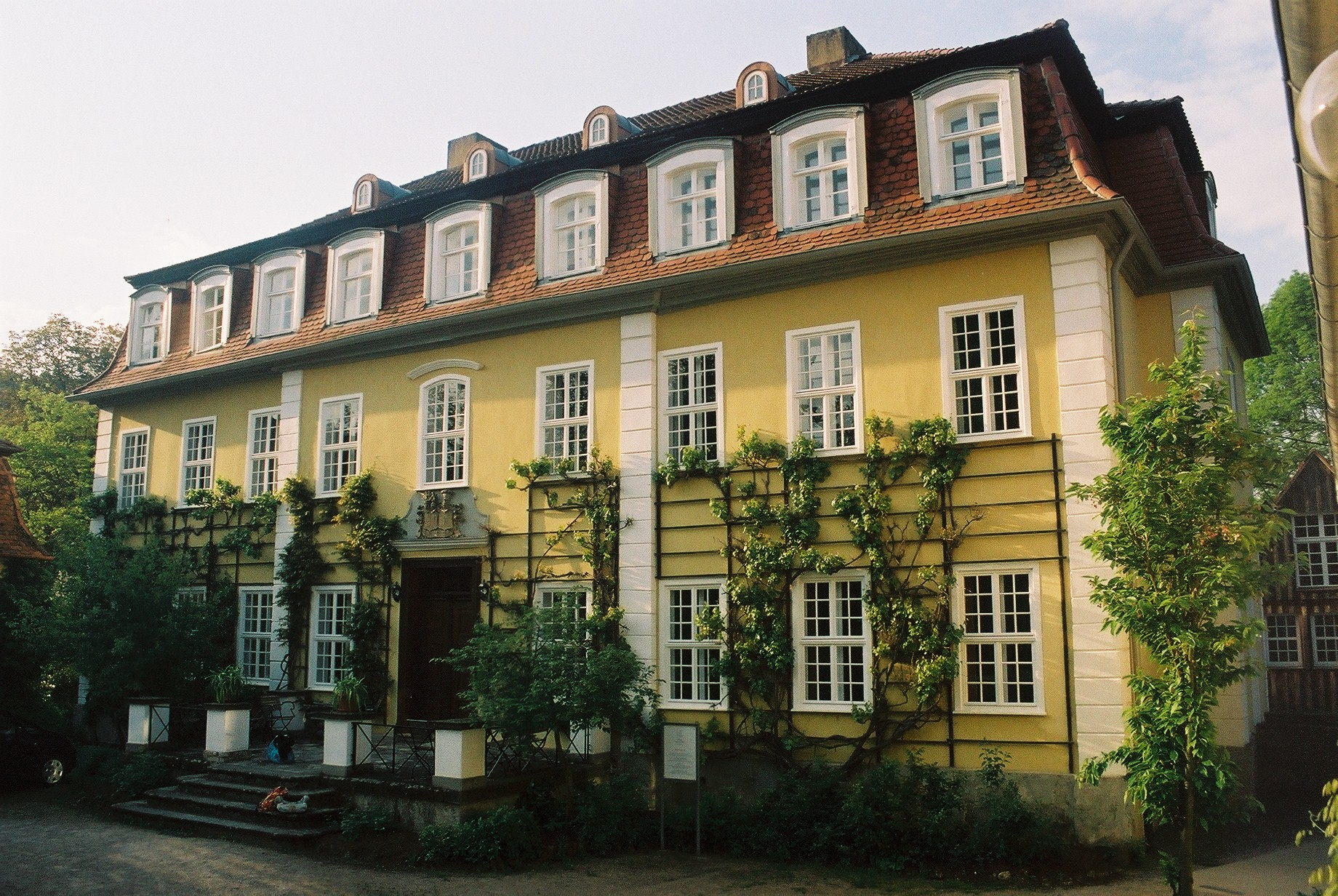
Schloss Imshausen, Stammsitz des Imshäuser Zweiges der Familie von Trott zu Solz

Adam von Trott zu Solz entstammte einer Familie des hessischen Uradels, die urkundlich nachweisbar seit 1253 im heutigen Landkreis Hersfeld-Rotenburg ansässig ist. Stammsitze der Familie sind die Dörfer Solz und Imshausen, heute zur Stadt Bebra gehörend.
Über Generationen sind Mitglieder der Familie von Trott zu Solz im Landes- oder Staatsdienst hervorgetreten. Auch der Vater Adams, August von Trott zu Solz, trat nach seiner juristischen Ausbildung in den Staatsdienst ein, da er sich – ebenso wie später sein Sohn – ausdrücklich dem Gemeinwohl verpflichtet sah. 1905 stieg August von Trott vom Regierungspräsidenten in Kassel zum Oberpräsidenten der preußischen Provinz Brandenburg in Potsdam auf. 1909 wurde August von Trott zu Solz zum preußischen Kultusminister im Kabinett von Reichskanzler Theobald von Bethmann Hollweg berufen. Dieses Amt hatte er bis 1917 inne. Bis 1919 übte er das Amt des Oberpräsidenten in Kassel aus.
Adam von Trotts Mutter war Eleonore von Trott zu Solz, geb. von Schweinitz (1875–1948). Ihr Vater, General Hans Lothar von Schweinitz, war Botschafter in Wien und St. Petersburg. Ihre Mutter, die Amerikanerin Anna Jay, war eine direkte Nachfahrin von John Jay, einem der Gründerväter der Vereinigten Staaten. US-Präsident George Washington ernannte Jay zum ersten Vorsitzenden des Supreme Court. Die angelsächsische Prägung Eleonore von Trotts zeigte sich vor allem in der Art ihres sozialen und ökumenischen Engagements.

## Kindheit und Jugend (1909–1927)

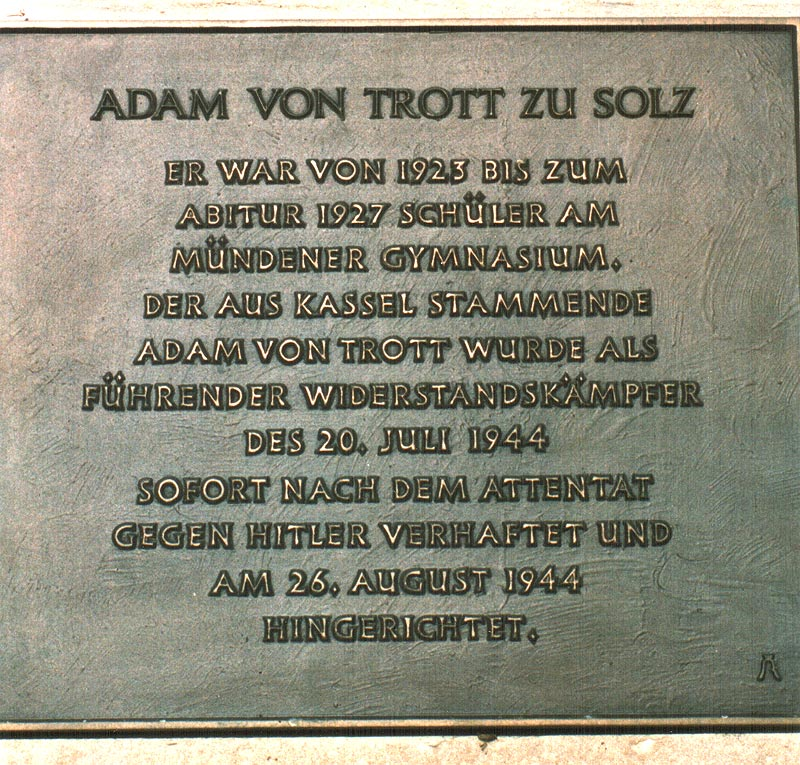
Gedenktafel für Trott am alten Gebäude des Städtischen Gymnasiums in Hann. Münden

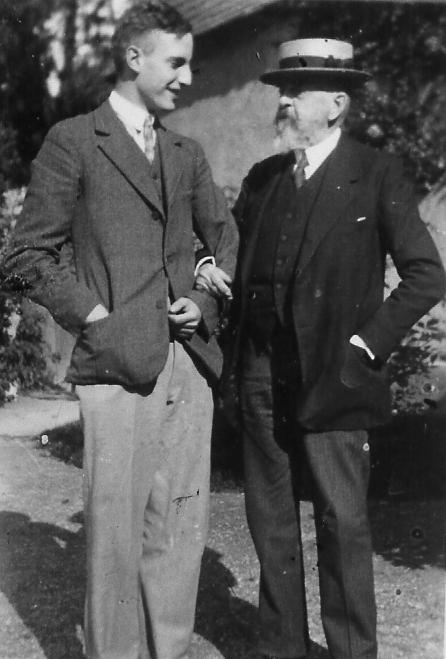
Adam von Trott mit seinem Vater August von Trott zu Solz

Adam von Trott zu Solz wurde 1909 als fünftes von acht Kindern in Potsdam geboren. Da sein Vater kurz vor seiner Geburt preußischer Kultusminister geworden war, zog die Familie bald darauf nach Berlin um. Dort verbrachte Adam von Trott seine ersten acht Lebensjahre. Seit 1915 besuchte er die Vorschule des Königlichen Französischen Gymnasiums am Berliner Reichstagsufer 6. Seine weitere Schulzeit wurde von mehreren Wechseln bestimmt: Nach der Übersiedlung der Familie nach Kassel kam Trott auf das dortige Wilhelms-Gymnasium. Als seine Eltern im Sommer 1919 nach dem Eintritt des Vaters in den Ruhestand ihren Wohnsitz nach Imshausen verlegten, wurde er zunächst zwei Jahre lang privat unterrichtet und besuchte dann das Friedrichsgymnasium in Kassel.
Da es zwischen ihm und seinen Pensionseltern an einem Vertrauensverhältnis fehlte, gaben ihn seine Eltern zu Beginn des darauf folgenden Schuljahres im April 1922 nach Hannoversch Münden. Bis zum Abitur besuchte Adam von Trott dort das Städtische Gymnasium und wohnte im Alumnat des Klosters Loccum. Während dieser Zeit begann er, Kunst, Musik und besonders die Literatur für sich zu entdecken. Seiner Begeisterung für sportliche Aktivitäten setzte damals wie später eine Herzschwäche Grenzen.
Zeitweilig schloss er sich einer Splittergruppe der Jugendbewegung, den Nibelungen, dem Bund für Jungwandern an, trat jedoch Ende 1924 wieder aus, weil der Bund ihn inhaltlich nicht überzeugte.

## Studentenzeit und erste Auslandserfahrungen (1927–1931)

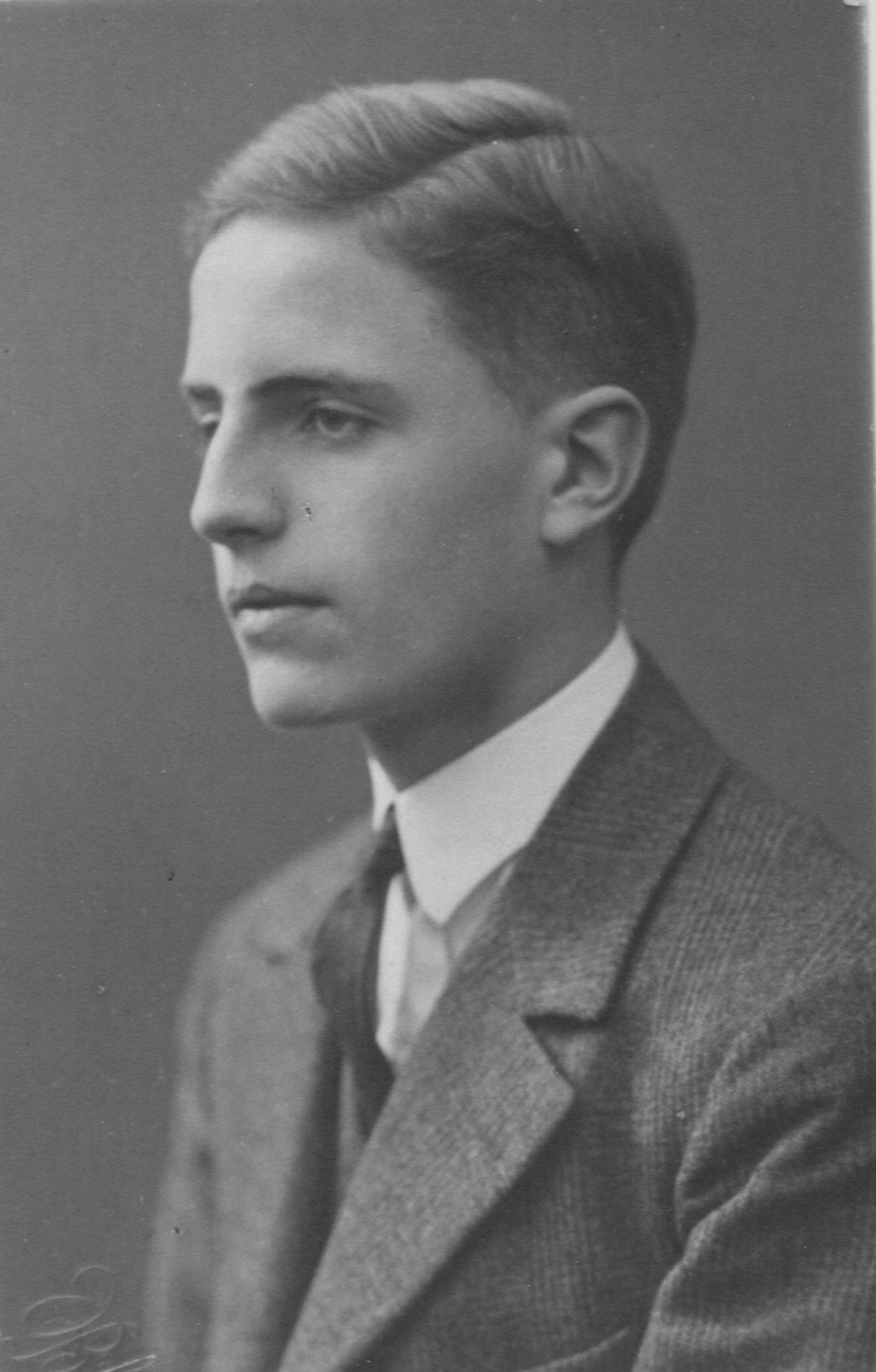
Adam von Trott als Student in Göttingen 1927/28

Mit 17 Jahren legte Adam von Trott im Frühjahr 1927 das Abitur ab. In Fortsetzung der Familientradition entschied er sich für das Studium der Rechtswissenschaften. Nach einem ersten Semester an der Ludwig-Maximilians-Universität München wechselte er für die nächsten drei Semester an die Georg-August-Universität Göttingen. Dort wurde er auf Wunsch seines Vaters Mitglied des Corps Saxonia, zu dem er jedoch nach einem guten Jahr auf Distanz ging.
Als Einschnitt erwies sich für den 19-jährigen Trott ein mehrwöchiger privater Aufenthalt im Herbst 1928 in Genf. Hier wurde sein Interesse für Politik geweckt. Als Sitz des Völkerbunds und zahlreicher anderer internationaler Organisationen war Genf ein Zentrum für Veranstaltungen internationaler Politik jeglicher Art. Die Möglichkeiten internationaler Zusammenarbeit und weltweiter Bemühungen um Frieden, die Trott hier beobachtete, bestimmten seine politischen Ziele. Ein erster Aufenthalt in England und damit der Beginn seiner großen Zuneigung zu diesem Land folgte Anfang 1929. Nach Stationen in Liverpool und London verbrachte Adam von Trott ein Trimester als Gaststudent am Mansfield College in Oxford. Er war beeindruckt vom politischen Realitätssinn der Engländer und fand in der britischen Labour-Bewegung ein wichtiges Vorbild.
Nach seiner Rückkehr setzte Trott sein Jurastudium in Berlin an der Friedrich-Wilhelms-Universität fort. Daneben suchte er gezielt Kontakte zu Arbeitern und nahm an Diskussionen sozialistischer Zirkel teil. Ihn beunruhigten die soziale Not, die wachsende Arbeitslosigkeit und andere negative Auswirkungen der Weltwirtschaftskrise. Um sich besser auf sein Examen vorbereiten zu können, kehrte Trott zum Sommersemester 1930 nach Göttingen zurück. Besorgt verfolgte er weiterhin die politische Radikalisierung, vor allem das Erstarken der Nationalsozialisten. Bei den Reichstagswahlen im September 1930 wählte er, soeben wahlberechtigt geworden, die SPD. Er teilte ihre Grundsätze und erhoffte sich am ehesten von ihr eine Stabilisierung der Weimarer Republik.
Im Dezember 1930 bestand Adam von Trott sein juristisches Referendarexamen und promovierte ein halbes Jahr später mit einer Dissertation über Hegels Staatsphilosophie und das internationale Recht an der Universität Göttingen. Direkt danach trat er seinen Referendardienst am Amtsgericht in Nentershausen nahe Bebra an, unterbrach diesen jedoch im Oktober 1931, da er für ein zweijähriges Zusatzstudium in England beurlaubt worden war.

## Als Rhodes-Stipendiat in Oxford (1931–1933)

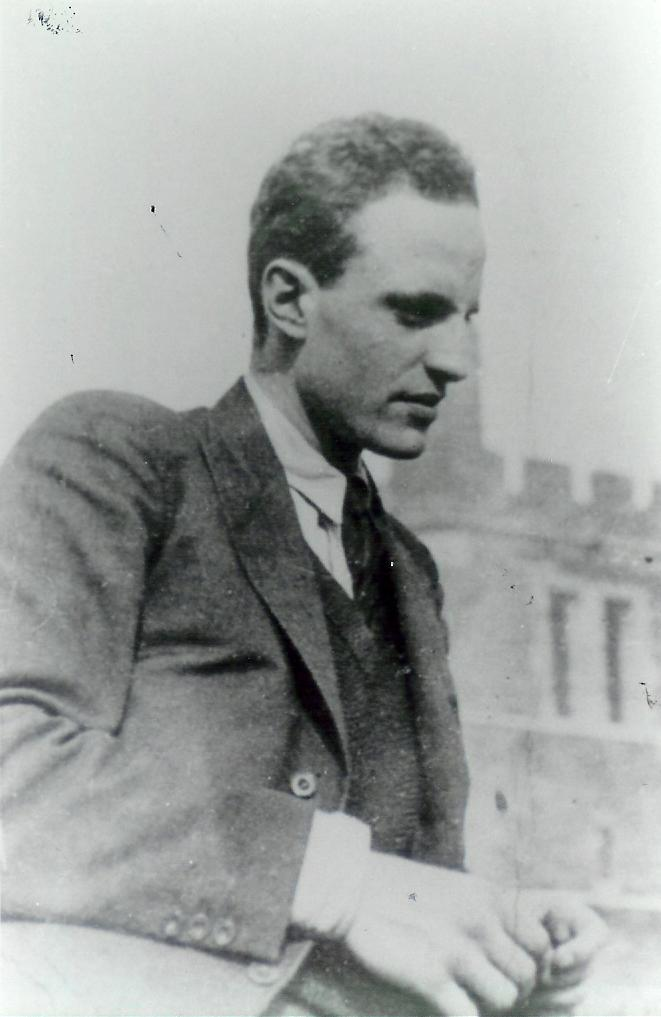
Adam von Trott in Oxford, seinem Studienort von 1931 bis 1933

Noch während seiner Examenszeit hatte sich Trott erfolgreich um ein Rhodes-Stipendium für einen Studienaufenthalt in Oxford beworben. Zur Begründung gab er an, seine „politische Kenntnis weiter ausbilden“ und mehr über die Entstehung der Labour Party aus der Gewerkschaftsbewegung und ihre Integration in das britische Staatsleben erfahren zu wollen.
Ab Oktober 1931 studierte Trott in Oxford am Balliol College, das als Politikerschmiede galt, die so genannten Modern Greats, eine festgelegte Kombination aus den Fächern Philosophie, Politik und Volkswirtschaft. Diesen Studienzyklus, den er bereits nach zwei (statt wie gewöhnlich nach drei) Jahren mit dem Bachelor-of-Arts-Examen abschloss, hat Adam von Trott als sehr gewinnbringend beurteilt: Neben der Vermittlung politischer Allgemeinbildung würden hier Urteils- und Kritikfähigkeit sowie der praktische Sinn für Politik gefördert. Trott war in Oxford Mitglied mehrerer Clubs und Gesellschaften, unter anderem der Oxford Union Society, berühmt für ihre parlamentarische Debattenkultur, des international ausgerichteten Bryce Clubs, der philosophischen Jowett Society, die ihn sogar zu ihrem Präsidenten wählte, sowie – seinem besonderen Interesse entsprechend – des University Labour Clubs. Daneben unterhielt er Kontakte zu Dozenten und Studenten verschiedener Colleges, aus denen sich auch eine Reihe von Freundschaften entwickelten. Großen Eindruck machte auf ihn Mahatma Gandhi, den Trott gleich zu Beginn seiner Oxforder Zeit auf einer Diskussionsveranstaltung erlebte. In London lernte Adam von Trott in Harold Laski und Richard Henry Tawney zwei namhafte Denker der Labour-Bewegung kennen und mit Sir Stafford Cripps einen aufstrebenden Labour-Politiker, der in den folgenden Jahren sein Freund und politischer Mentor wurde.
Ungeachtet seines Studiums im Ausland blieb Trott ein Beobachter der krisenhaften politischen Verhältnisse in Deutschland. Im Spätsommer 1932 beteiligte er sich selbst in Berlin an sozialistischen Arbeitskreisen, die nach Wegen suchten, die Nationalsozialisten zurückzudrängen. Im Kreis der Neuen Blätter für den Sozialismus begegnete er dem dabei besonders engagierten SPD-Reichstagsabgeordneten Carlo Mierendorff. Zurückgekehrt nach England, bemühte sich Trott um Kontakte zwischen diesem Kreis und Vertretern der britischen Labour Party und warb auch öffentlich für die deutschen Sozialdemokraten.
Von der Ernennung Adolf Hitlers zum Reichskanzler erfuhr Adam von Trott in Oxford aus einer Abendzeitung. Seinem Freund Charles Collins zufolge habe er sofort das „schreckliche Desaster“ erkannt, das Deutschland nun befallen habe, und auch, dass sich seine eigenen Zukunftsaussichten „fundamental verändert“ hätten. Eine offene Opposition, so Collins, habe Trott für eine längere Zeit als unrealistisch betrachtet, es aber für notwendig gehalten, Regimegegner zu versammeln.

## Referendarzeit (1933–1936)

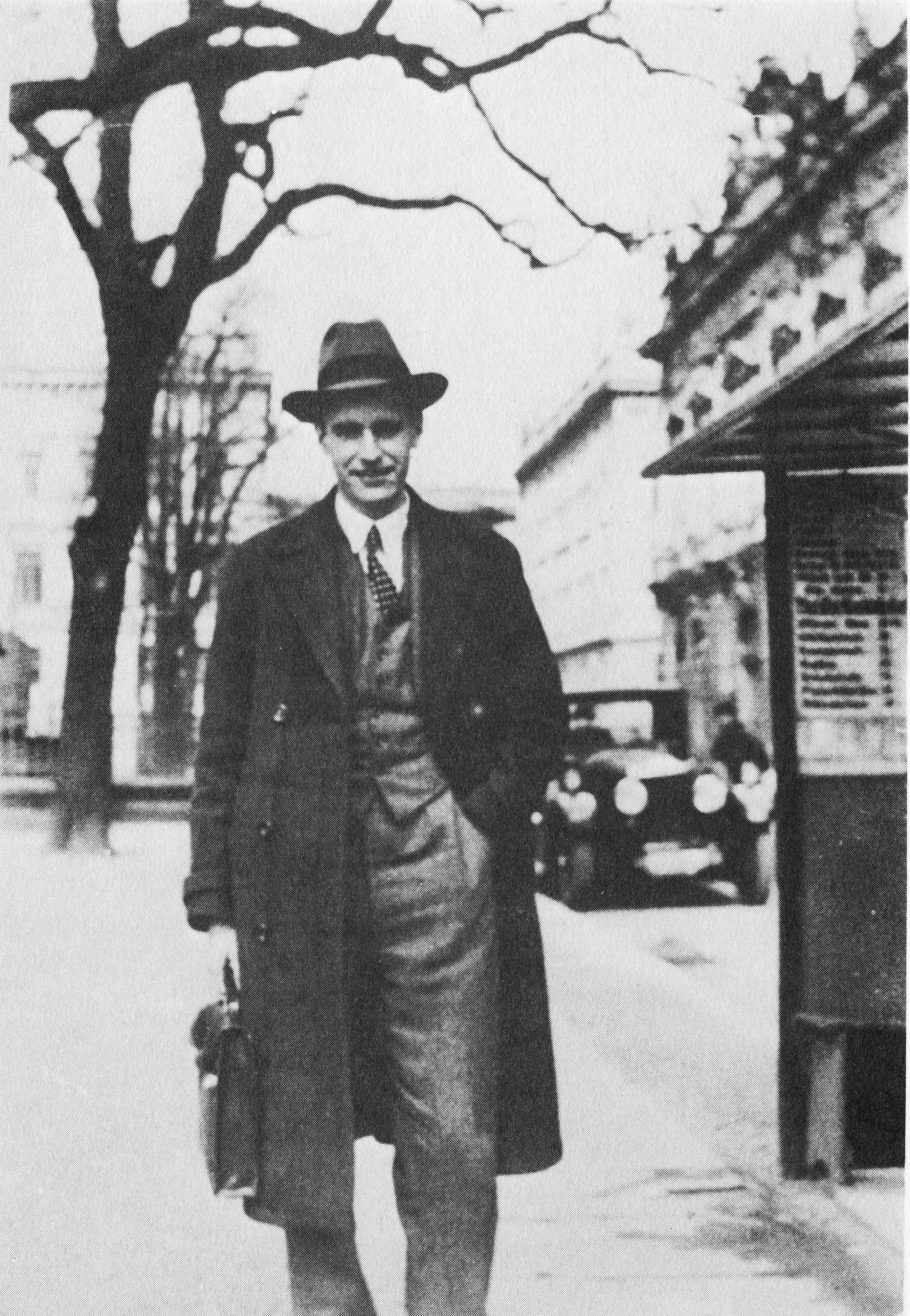
Adam von Trott als Rechtsreferendar

Nach seinem Examen in Oxford setzte Trott ab Herbst 1933 seine juristische Referendarausbildung im politisch völlig veränderten Deutschland am Amtsgericht Rotenburg an der Fulda, am Landgericht Hanau und bei der Staatsanwaltschaft in Kassel fort. Für das obligatorische Anwaltspraktikum, das er in der Zeit zwischen Dezember 1934 und April 1935 absolvierte, wählte er eine von jüdischen Anwälten geführte Kanzlei in Berlin. Es folgten weitere Referendarstationen am Kasseler Großen Amtsgericht, in der Verwaltung einer Hamburger Reederei und am Oberlandesgericht Kassel. Zwei Monate musste er auch an einem von den Nationalsozialisten zu politisch-ideologischem und militärischem Drill eingeführten Referendarlager bei Jüterbog teilnehmen.
Trotz erheblichen Drucks verweigerte Trott die Anpassung an das neue Regime. Formulare, mit denen er sich zum Beitritt in den Berufsverband Bund Nationalsozialistischer Deutscher Juristen und in die NSDAP verpflichten sollte, schickte er unausgefüllt zurück. Wegen seiner ablehnenden Einstellung zum Regime, die auch in einem Schulungszeugnis zur Sprache kam, wurde Adam von Trott nicht als Regierungsreferendar übernommen, und seine Zulassung zum Assessorexamen war lange Zeit gefährdet.
Ein Artikel im Manchester Guardian über antisemitische Verfolgung unter anderem in deutschen Gerichten bewog Trott im Februar 1934, in einem Leserbrief seine eigenen Gerichtserfahrungen anzuführen, die diesen Vorwurf nicht bestätigten. Zu spät erkannte er, dass er sich damit dem Missverständnis aussetzte, die Judenverfolgung in Deutschland relativieren oder gar abstreiten zu wollen. Dabei war ihm jeglicher Rassismus fremd. Nach 1933 hielt er seine bisherigen Freundschaften zu Juden nicht nur aufrecht, sondern gewann weitere jüdische Freunde hinzu. Unter diesen standen ihm Wilfrid Israel und Julie Braun-Vogelstein besonders nahe. Rassisch und politisch Verfolgten half Trott auf vielfache Weise und scheute dabei auch persönliche Risiken nicht.
In Berlin knüpfte Adam von Trott Kontakte zu Regimegegnern unterschiedlicher Couleur, vom konservativen Ewald von Kleist-Schmenzin bis hin zu sozialistischen und kommunistischen Untergrundkämpfern, die er auch aktiv unterstützte.
1935 veröffentlichte Trott eine Auswahl der journalistischen und politischen Schriften Heinrich von Kleists. Sowohl mit der Zusammenstellung der Texte als auch in seiner doppelsinnigen Einleitung betont Trott die Notwendigkeit zum Kampf für Freiheit und Menschenrechte und lehnt die „Unterwerfung unter jede Ordnung, gleichsam der Ordnung wegen […]“ ab.
Im Oktober 1936 bestand Trott sein Assessorexamen. Da er nicht emigrieren, aber weiterem politischem Druck zeitweilig entgehen wollte, schob er eine berufliche Entscheidung auf. Stattdessen beantragte er bei der britischen Rhodes-Stiftung, das ihm noch zustehende dritte Stipendienjahr in Peking verbringen zu dürfen. Trott verband damit die Absicht, in China Material für eine Habilitationsschrift über den chinesischen Souveränitätsbegriff zu sammeln. Seinem Antrag wurde stattgegeben, und er reiste im Frühjahr 1937 über die USA, wo er sich mehrere Monate auf seinen Forschungsaufenthalt vorbereitete, nach China.

## Im Fernen Osten (1937–1938)

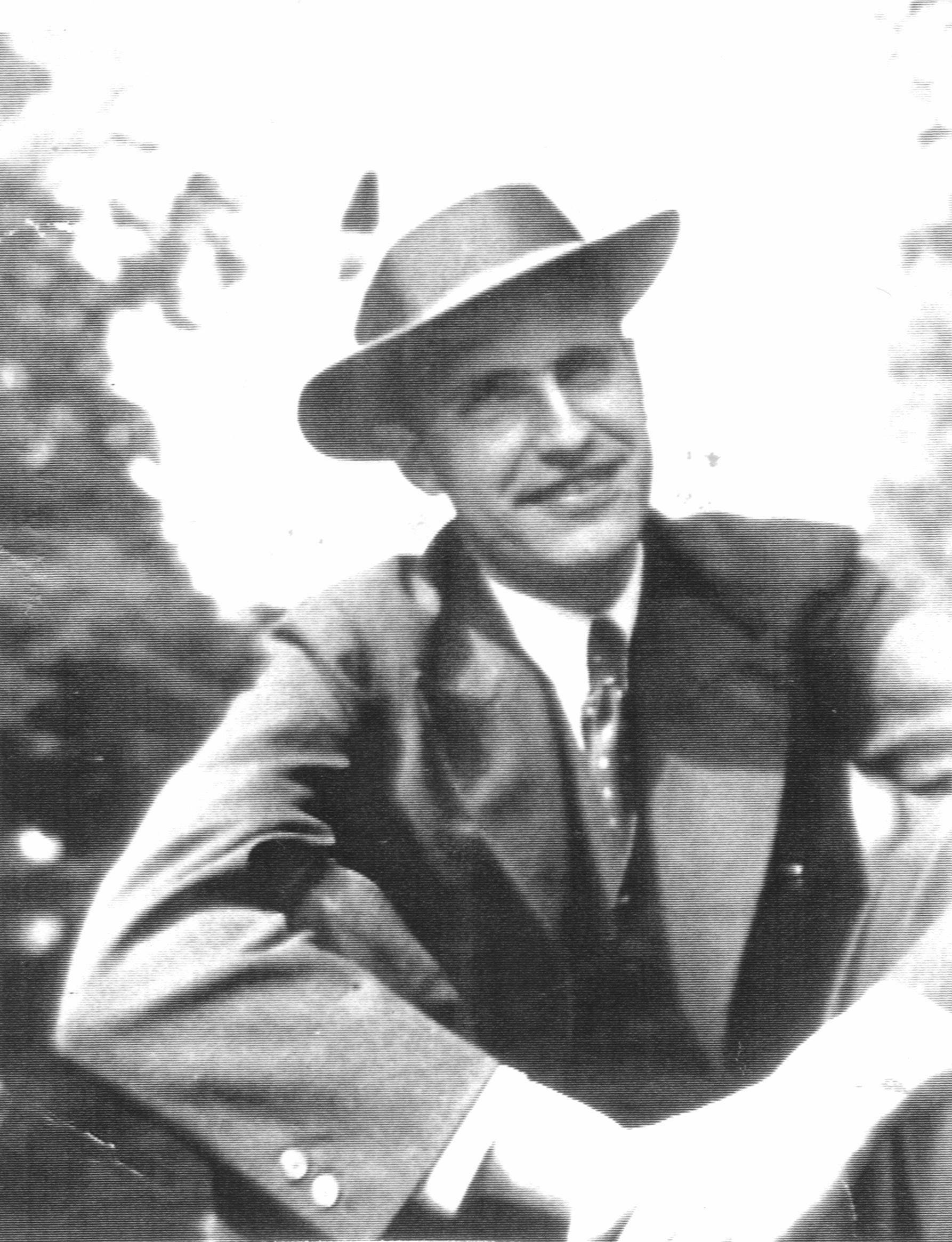
Adam von Trott zu Solz um 1938

Bei seiner Ankunft in China, im August 1937, geriet Adam von Trott mitten in den soeben ausgebrochenen Japanisch-Chinesischen Krieg. Trotz der widrigen Umstände und vieler Hindernisse harrte er in China aus und versuchte seine Studien in Peking, so gut es ging, zu betreiben. Daneben verfasste er politische Denkschriften über den Krieg und dessen zu erwartende Folgen. Anschauungsunterricht erhielt er bei mehreren Reisen durch das Land sowie nach Japan, Korea und in die Mandschurei. Durch seinen Aufenthalt in den USA und in Asien erweiterte sich Trotts politischer Horizont und er erwarb sich eine globale Sicht.
Der Tod seines Vaters im Oktober 1938 führte zur frühzeitigen Rückkehr Adam von Trotts nach Deutschland. Vergeblich suchte er in den folgenden Monaten nach einem geeigneten Arbeitsplatz ohne den Beitritt in die NSDAP.

## Zwischen Krieg und Frieden (1939–1940)

### Einsatz in England gegen den Krieg (Juni 1939)
„Der Dienst an den Rechten des Einzelnen – des ‚Menschen‘, wie die Naturrechtler sagen – im Zusammenhang und im Konflikt mit all den äußerlichen Ordnungen und Hindernissen ist mir ungleich wichtiger als der Dienst am ‚Staat‘, der zur Willkür geworden ist.“

Der von Trott als höchst gefährlich eingeschätzte Expansionskurs Hitlers motivierte ihn zu einer politischen Initiative. Mit seinem langjährigen Freund, dem linken Oppositionspolitiker und Appeasement-Gegner Sir Stafford Cripps, beriet er im Juni 1939 in London über Möglichkeiten, einen Krieg noch abzuwenden. Parallel dazu gelang es Adam von Trott in Cliveden, dem Sitz der Familie Astor (David Astor war einer seiner Oxforder Studienfreunde), mit dem britischen Außenminister Lord Halifax ein Gespräch zu führen. Halifax, dem er sich als Regimegegner zu erkennen gegeben hatte, vermittelte ihm außerdem ein Treffen mit Premierminister Neville Chamberlain. In einem eigens für Adolf Hitler verfassten halb-fiktiven Bericht über diese Gespräche wies Trott nachdrücklich darauf hin, dass die britische Regierung einen deutschen Überfall auf Polen nicht dulden, sondern als Kriegsgrund betrachten würde. Seine Warnung blieb jedoch, ebenso wie andere dieser Art, ungehört.

### USA (1939–1940)
Wegen seiner in China erworbenen Fachkenntnisse und seiner Erfahrungen im Japanisch-Chinesischen Krieg wollte das Institute of Pacific Relations (IPR) in New York, dessen Direktor Edward C. Carter er zuvor in den USA kennen gelernt hatte, Adam von Trott als wissenschaftlichen Mitarbeiter gewinnen. Dank der Unterstützung durch das IPR und einer provisorischen Anstellung im Auswärtigen Amt durfte er trotz des Kriegsbeginns im September 1939 in die USA reisen. Während sich Trott beim IPR Anerkennung erwarb und zum ständigen Mitglied von dessen Internationalem Sekretariat gewählt wurde, verdächtigte ihn das FBI der Spionage für das nationalsozialistische Regime. Als Ergebnis der Dauerbeobachtung bescheinigte ihm das FBI jedoch die Absicht, „das gegenwärtige Regime in Deutschland zu stürzen“.
Trott hatte sich 1939, nach seiner Rückkehr aus China, der entstehenden deutschen Widerstandsbewegung angeschlossen. Zu seinen Mitstreitern gehörte unter anderem Helmuth James von Moltke. Ungeachtet des hohen Risikos bemühte sich Trott aktiv, die Ziele und Probleme der deutschen Umsturzbewegung in den USA bekannt zu machen und beriet die Staatsstreich-Pläne mit kundigen deutschen Exilanten. Obwohl ihn amerikanische und britische Freunde dringend davor warnten, ließ sich Trott von der Rückkehr nach Deutschland nicht abhalten. Zur Begründung führte er an, dass er „dem verbrecherischen Treiben des Nazi-Regimes gegenüber nicht in Untätigkeit verharren könne“.

## Im Auswärtigen Dienst (1940–1944)

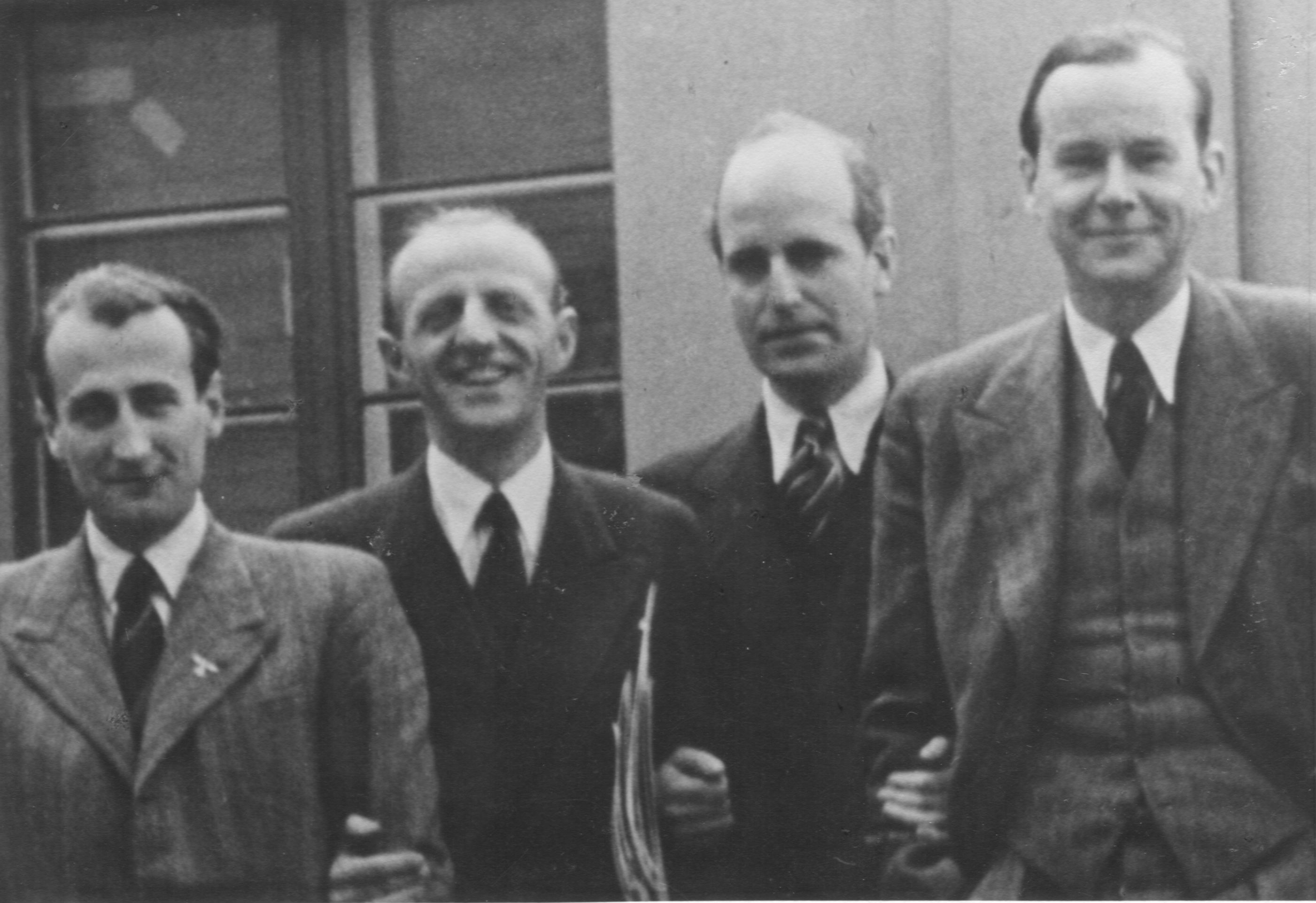
Adam von Trott (Zweiter von rechts) im Kreis seiner Mitarbeiter im Auswärtigen Amt. Von links: Alexander Werth, Hans Felix Richter und Josias von Rantzau

Nach einer abenteuerlichen Reise über Japan, China und Sibirien zurück in Berlin, nahm Trott ein Angebot des Auswärtigen Amtes an und wurde ab 1. Juli 1940 wissenschaftlicher Mitarbeiter in der Informationsabteilung. Statt der vertraglich zugesagten „gutachtlichen Tätigkeit in Fragen des Fernen Ostens und der Vereinigten Staaten“ setzte man ihn als Referatsleiter ein, zuständig für die Propaganda und Gegenpropaganda in Großbritannien, den USA und im Fernen Osten. Diese Arbeit behagte Trott überhaupt nicht, doch erwies sich die Stelle als geeignete Basis für seine Tätigkeit im Widerstand. Ihm standen im Auswärtigen Amt vielfältige und unverdächtige Informations- und Kontaktmöglichkeiten zur Verfügung, und er durfte ins neutrale Ausland reisen. Zu seiner Tarnung trat er, damals bereits ein aktiver Widerstandskämpfer, Ende Juni 1940 der NSDAP bei.
Obwohl Referatsleiter, wurde Trott erst zum 1. Juli 1941 als Wissenschaftlicher Hilfsarbeiter in ein unbefristetes Angestelltenverhältnis übernommen. Es gelang ihm, die unliebsame Zuständigkeit für Großbritannien, und nach dem Kriegseintritt der USA auch die für dieses Land, abzugeben und nur die für Ostasien zu behalten. Nach der Zusammenlegung der Informations- und Kulturabteilung zur Kulturpolitischen Abteilung im Frühjahr 1943 blieb dies weiterhin sein Ressort.
Seit Juni 1941 war Trott zusätzlich mit der Betreuung des indischen Exilpolitikers Subhas Chandra Bose beauftragt und zugleich mit der Leitung des Sonderreferats Indien. Bose hatte in Berlin Zuflucht gesucht, um hier Unterstützung bei seinem Kampf für die Unabhängigkeit Indiens zu gewinnen. Da die deutsche Regierung dieses Ziel nicht teilte, hatte Trott die heikle Aufgabe, den eigenwilligen Inder „auf einem Weg bitterer Enttäuschung“ zu begleiten und seine Propagandaaktivitäten zu organisieren. Adam von Trotts Geschick im Umgang mit Bose trug ihm bei seinem Vorgesetzten, Staatssekretär Wilhelm Keppler, einen guten Ruf ein. Keppler setzte, ohne etwas von Trotts Rolle im Widerstand zu ahnen, 1943 seine Beförderung zum Legationssekretär und danach zum Legationsrat durch.

## Heirat und Familie

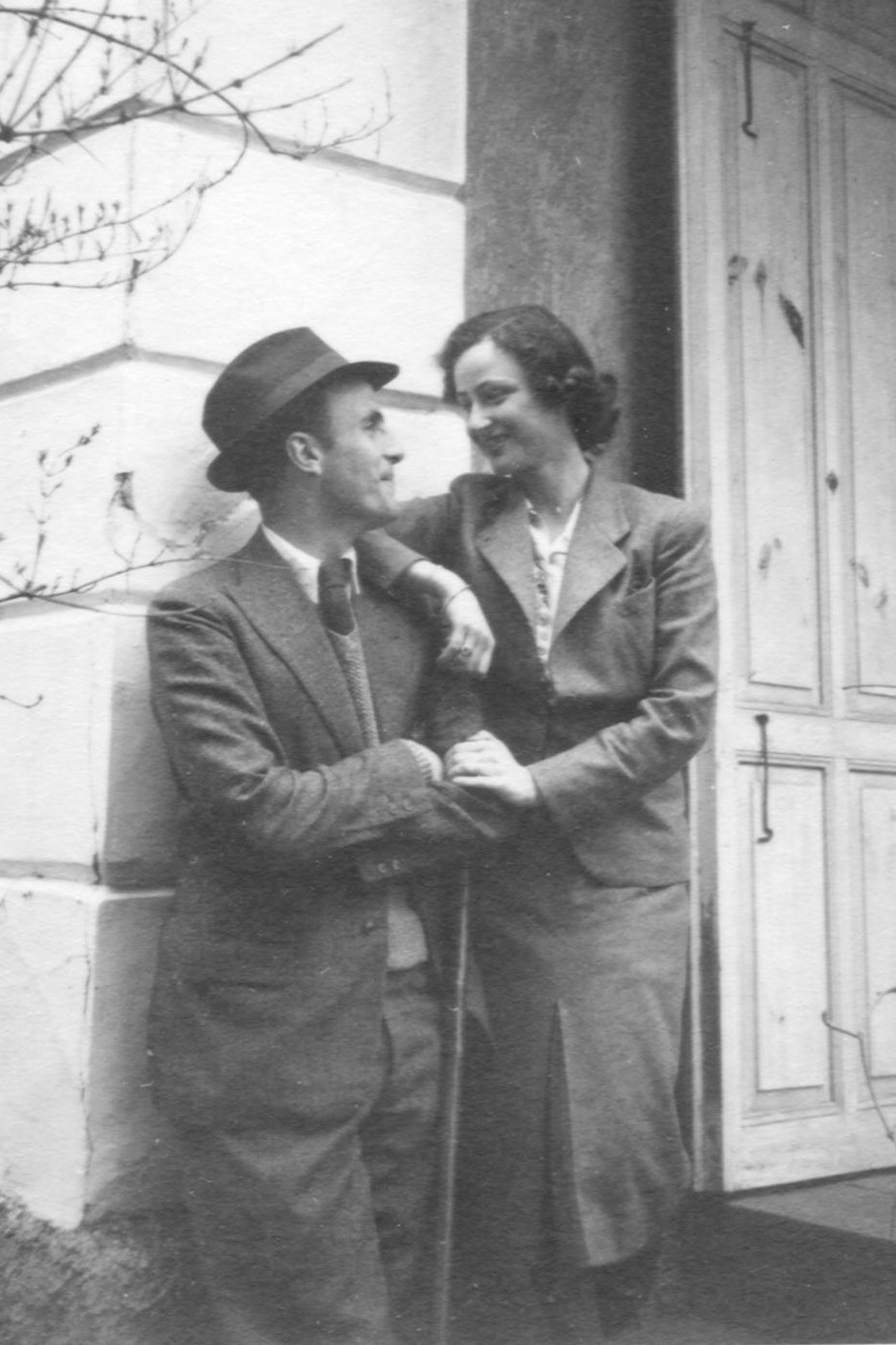
Adam von Trott mit seiner Verlobten, Clarita Tiefenbacher, 1940

Am 8. Juni 1940 heiratete Adam von Trott in Hamburg die 22-jährige Clarita Tiefenbacher (1917–2013), die Tochter eines Hamburger Rechtsanwalts. Seiner Mutter stellte er seine künftige Frau unter anderem mit den Worten vor: „[…] sie versteht, was mir im Leben am wichtigsten ist, und wird mir helfen, darum zu kämpfen“. Clarita von Trott zu Solz wusste, dass sie einen Widerstandskämpfer heiratete. Sie unterstützte ihren Mann nach Möglichkeit, war aber auch in großer Sorge angesichts der Lebensgefahr, der er sich ständig aussetzte. Details, die sie bei einer Verhaftung belastet hätten, teilte er ihr vorsichtshalber nicht mit.
Das Ehepaar hatte zwei Töchter:
- Anna Verena (* 1942) ⚭ 1967 Adam Onken (* 1940)
- Clarita (* 1943) ⚭ 1966 Urs Müller-Plantenberg (* 1937)

## Im Widerstand (1939–1944)

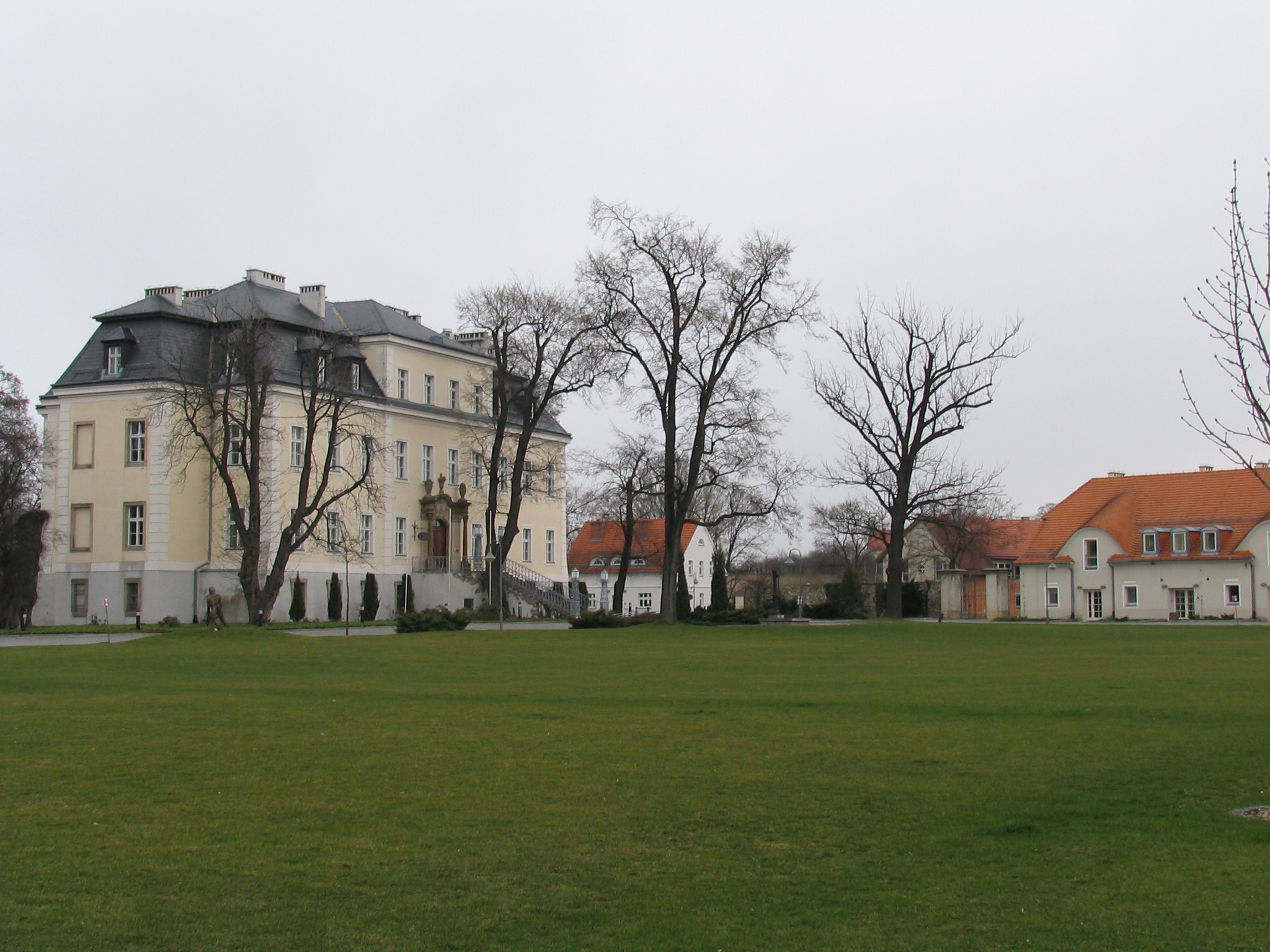
Gut Kreisau. Auf dem Gut der Familie Moltke in Kreisau fanden drei Tagungen des danach benannten Kreises statt

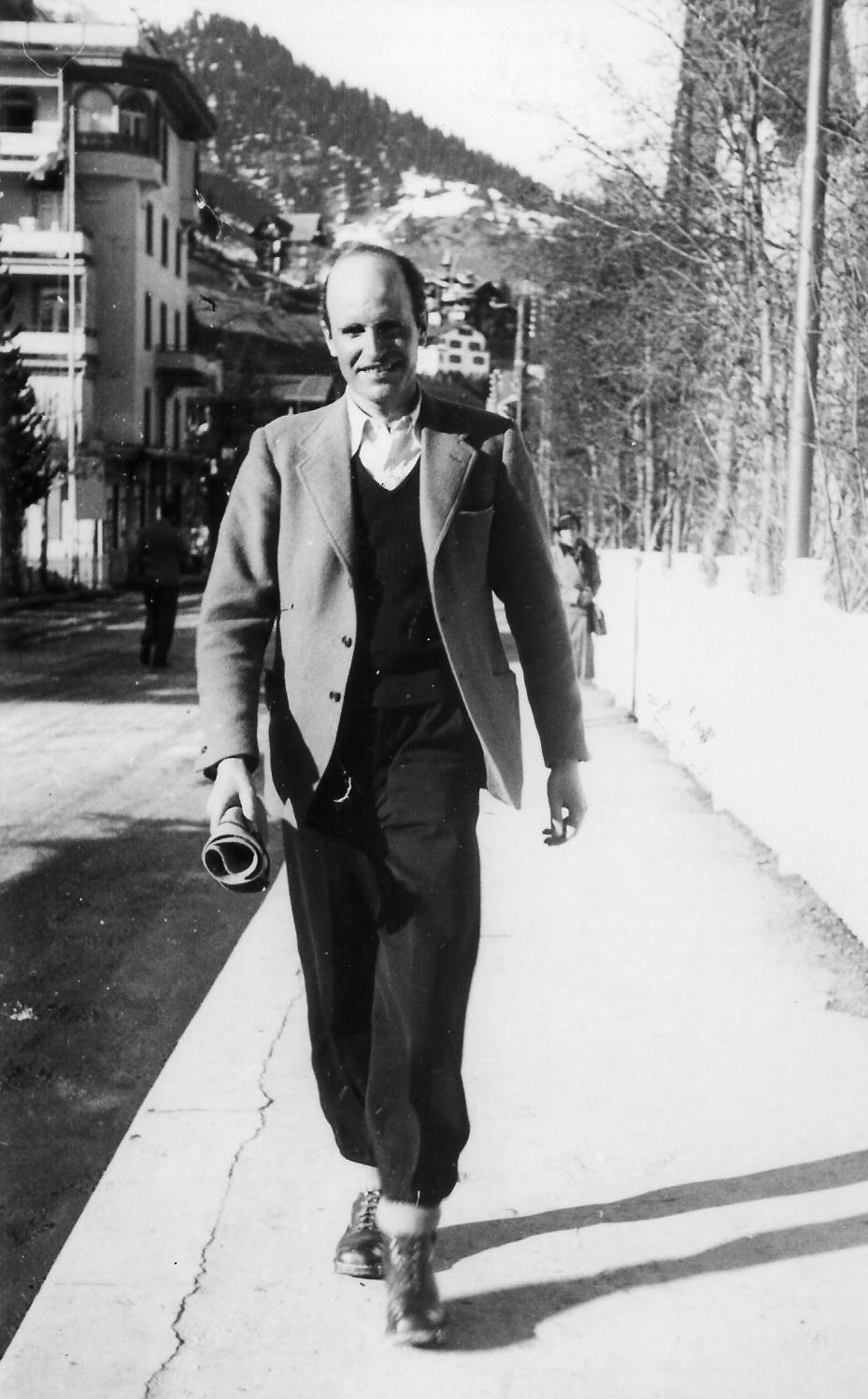
Trott in der Schweiz, April 1942

Seit 1939 knüpfte Adam von Trott in Deutschland unter Zivilisten und Militärs ein dichtes Netz von Widerstandskontakten. Im Auswärtigen Amt wurde er zwar von einzelnen Mitarbeitern bei Gelegenheit unterstützt, eine „Widerstandszelle“ im eigentlichen Sinne des Wortes gab es dort – anders als in der Nachkriegszeit immer wieder behauptet – allerdings nicht. Im Auswärtigen Amt nutzte Trott seine Stellung, um gezielt Personen des deutschen Widerstandes um sich zu formieren. Beispielsweise verschaffte er seinem Freund Curt Bley vom linkssozialistischen Roten Stoßtrupp, den er von der früheren gemeinsamen Arbeit bei den Neuen Blättern für den Sozialismus kannte, eine Anstellung bei der Gesandtschaft in Rom beziehungsweise in Kopenhagen. Das Zentrum ihrer konspirativen Tätigkeit fanden Trott und sein Kollege Hans Bernd von Haeften im Kreisauer Kreis. Dieser Widerstandskreis – später benannt nach dem Moltkeschen Familiengut im schlesischen Kreisau – wurde ab 1940 von Helmuth James von Moltke und Peter Graf Yorck von Wartenburg initiiert. Mit seinen Kernmitgliedern, zu denen Trott gehörte, war der Kreis ein Teil der Umsturzbewegung. In der Frage des Attentats, das Trott für unvermeidlich hielt, gab es unter den Kreisauern allerdings keine Übereinstimmung. Der Schwerpunkt des Kreises lag in der Erarbeitung programmatischer Entwürfe für die Zukunft nach dem Ende des nationalsozialistischen Regimes, an denen auch Trott beteiligt war. Mehr noch als für die Neuordnung im Innern interessierte sich Adam von Trott für die Schaffung einer dauerhaften Friedensordnung in Europa. Bereits 1939 hatte er in den USA weitreichende europapolitische Ideen skizziert und diese 1941 und 1943 in zwei in der Schweiz abgefassten Schriften genauer ausgeführt.
Für die vordringliche Aufgabe des Widerstands hielt Adam von Trott den Regimesturz, auf den er jahrelang beharrlich drängte. Zwischen 1940 und 1944 gelang es ihm, elf Dienstreisen in die Schweiz, vier nach Schweden und eine in die Türkei zu arrangieren. In den besetzten Niederlanden riskierte Trott vier Treffen mit niederländischen Widerstandskämpfern. Überall war Adam von Trott bemüht, auf verschiedensten Wegen Kontakte zu den Alliierten herzustellen, um den Staatsstreich außenpolitisch abzusichern. Wichtige Unterstützung gewährte ihm dabei Willem Adolf Visser ’t Hooft, der Generalsekretär des in Genf entstehenden Ökumenischen Rates der Kirchen. Im Mai 1942 konnte Visser 't Hooft eine Denkschrift des Widerstands nach London mitnehmen und sie dort Trotts Freund Stafford Cripps überreichen. Cripps legte das Papier Premierminister Winston Churchill vor. Obwohl Churchill die Denkschrift als „ermutigend“ einschätzte, wurde sie gemäß seiner Direktive des „völligen Stillschweigens“ („Absolute Silence“) gegenüber allen Kontaktversuchen aus Deutschland nicht beantwortet. Die strikte Einhaltung dieser Direktive sowie die im Januar 1943 vom amerikanischen Präsidenten Franklin D. Roosevelt und von Churchill verkündete Forderung nach der bedingungslosen Kapitulation (Unconditional Surrender) Deutschlands und seiner Verbündeten verhinderten den Erfolg auch aller weiteren, stets höchst riskanten Bemühungen Trotts und seiner Mitstreiter. Somit blieben die Widerstandskämpfer bis zuletzt im Unklaren über das Verhalten der Alliierten im Falle eines Umsturzes in Deutschland.
Obwohl Trott mehrere misslungene Anläufe zum Staatsstreich miterlebt hatte und die Schwäche des deutschen Widerstands kannte, setzte er neue Hoffnungen auf Claus Graf Schenk von Stauffenberg. Zusammen mit dem Sozialdemokraten Julius Leber gehörte er zu den engsten zivilen Mitarbeitern Stauffenbergs. Auf Empfehlung Lebers suchte Trott bei seiner letzten Reise nach Stockholm im Juni 1944 den jungen Sozialisten Willy Brandt in seinem Exil auf, informierte ihn über den bevorstehenden Umsturz und bat ihn, „sich der neuen Regierung zur Verfügung zu stellen“.
Am Vorabend des 20. Juli 1944 besuchte Stauffenberg Trott in dessen Privatwohnung in Berlin-Dahlem und ließ sich von ihm dazu bestärken, das Attentat und den Umsturz am kommenden Tag durchzuführen.

## Der 20. Juli 1944 und seine Folgen

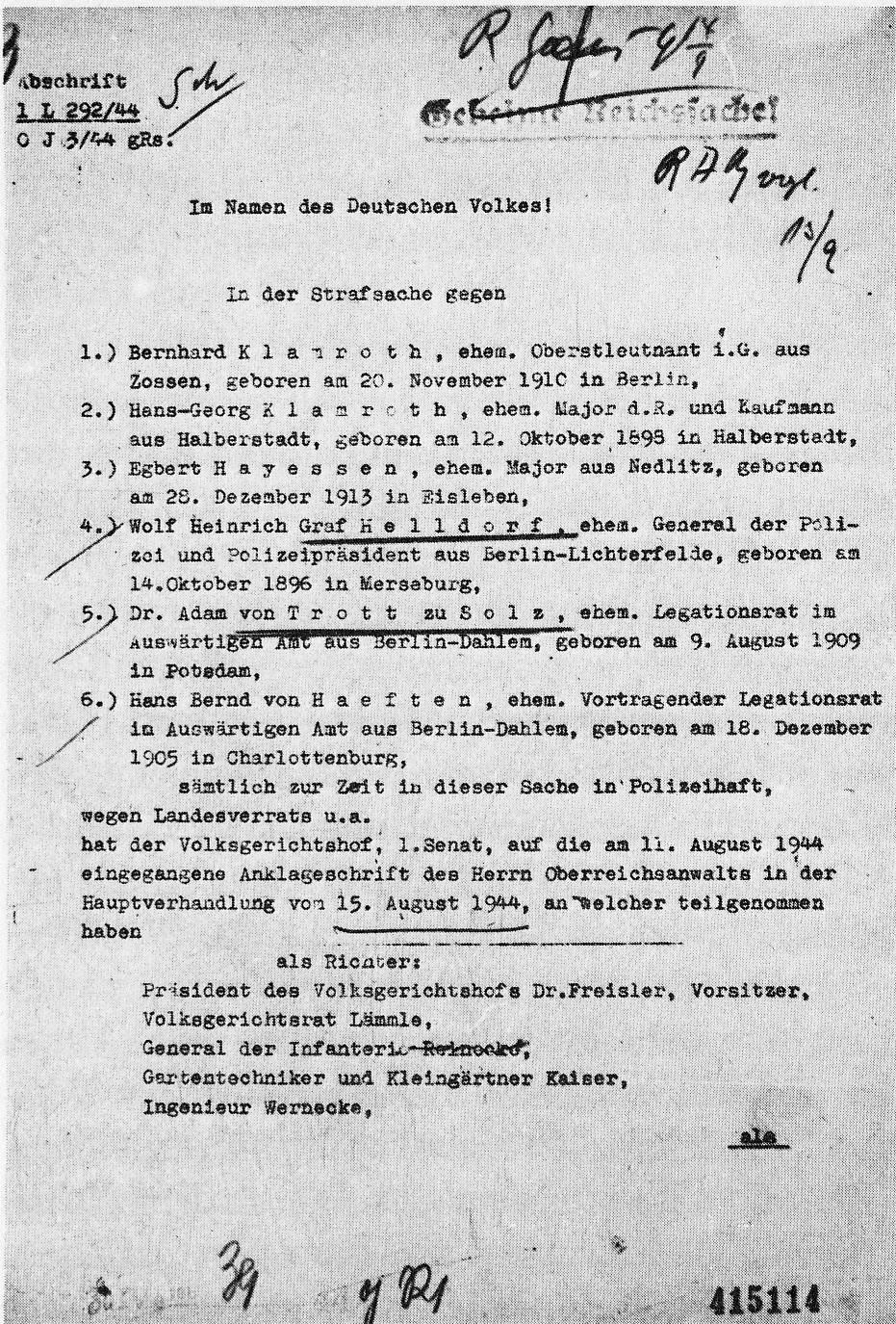
Urteil gegen Verschwörer des 20. Juli vor dem Volksgerichtshof, 15. August 1944. Adam von Trott wurde wegen Hoch- und Landesverrats zum Tode verurteilt

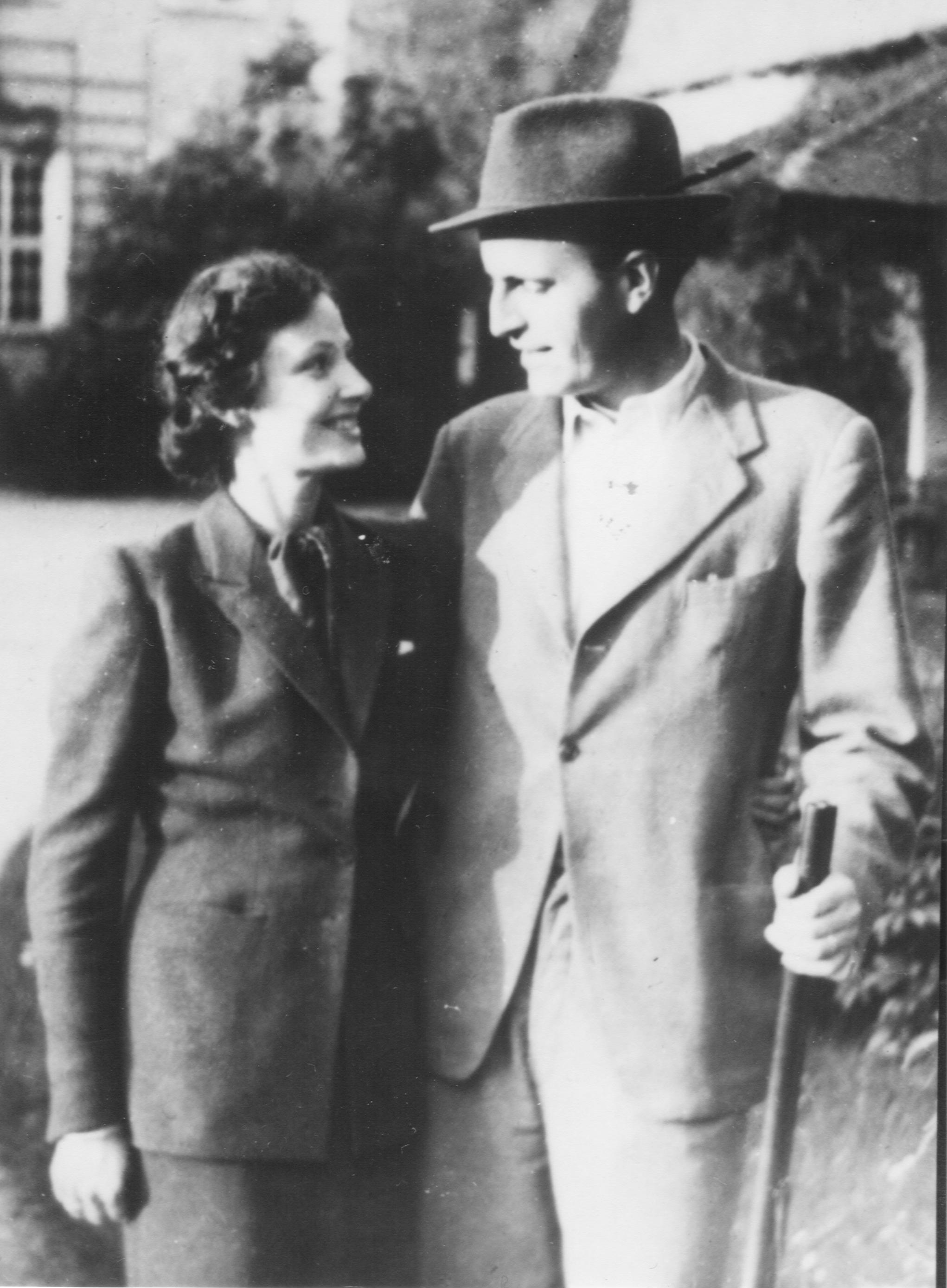
Adam und Clarita von Trott zu Solz bei ihrem letzten Treffen, Pfingsten 1944

Das Scheitern von Attentat und Umsturz und der Verlust des Freundes Stauffenberg trafen Adam von Trott schwer. Dennoch ist überliefert, dass er, den eigenen sicheren Tod vor Augen, die Entscheidung zum Handeln für richtig gehalten hat: „Es sei doch gut, dass sich Leute gefunden hätten, die wenigstens den Versuch gewagt haben, diese Gewaltherrschaft zu brechen. Das bleibe eine historische Tatsache.“
Adam von Trott wurde am 25. Juli 1944 verhaftet. Eine Flucht als möglichen Ausweg lehnte er ab, weil er fürchtete, dass man in diesem Fall Rache an seiner Familie nehmen würde.

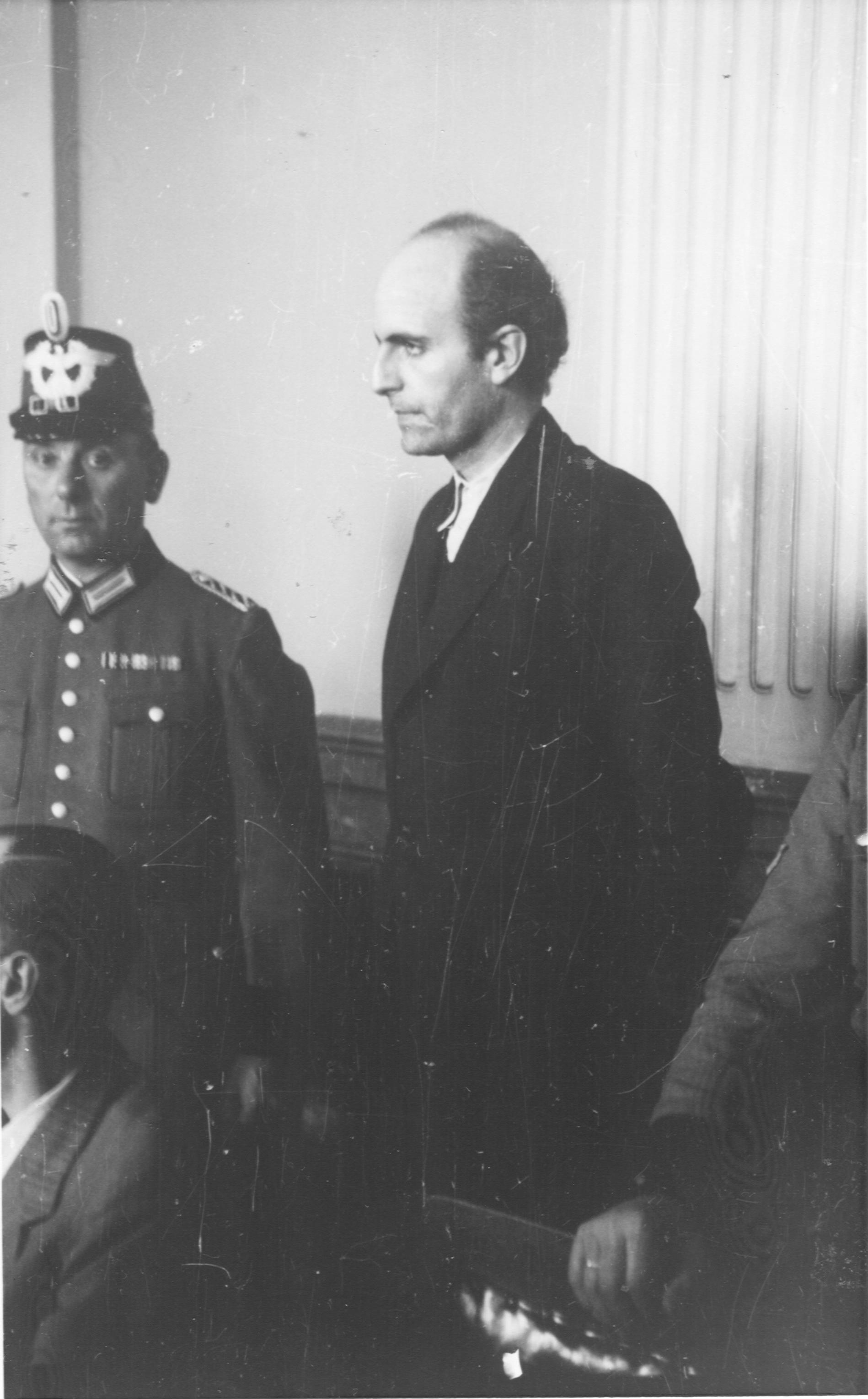
Adam von Trott in der Verhandlung vor dem Volksgerichtshof

Nach endlosen Verhören, auch unter Anwendung von Folter, wurde Adam von Trott am 15. August 1944 vom Volksgerichtshof unter Vorsitz von Richter Roland Freisler gemeinsam mit Wolf-Heinrich Graf von Helldorff, Bernhard Klamroth, Hans Georg Klamroth, Egbert Hayessen und Hans Bernd von Haeften wegen Hoch- und Landesverrats zum Tode verurteilt.
Am 14. August 1944, am Vorabend seiner Verurteilung, schrieb er an seine Frau Clarita:

„Du wirst wissen, dass es mich am meisten schmerzt, unserem Land die besonderen Kräfte und Erfahrungen, die ich in fast zu einseitiger Konzentration auf seine außenpolitische Behauptung unter den Mächten in mir ausgebildet hatte, nun vielleicht nie mehr dienend zur Verfügung stellen zu können. […] Es war alles ein aus der Besinnung und Kraft unserer Heimat, deren Liebe ich meinem Vater verdanke, aufsteigender Versuch, ihr in allen modernen Wandlungen und Erschwerungen unwandelbar bleibendes Recht und ihren tiefen, unentbehrlichen Beitrag gegen den Übergriff fremder Mächte und Gesinnungen zu erhalten und zu vertreten. Darum bin ich aus der Fremde mit all ihren Verlockungen und Möglichkeiten immer mit Unruhe und begierig dorthin zurückgeeilt, wo ich mich zu dienen berufen fühlte. […] Ein Sämann überlässt nicht gern knospende Saaten anderen zur weiteren Bearbeitung, denn zwischen Saat und Ernte liegen ja noch so viele Stürme.“

Elf Tage nach der Verhandlung vor dem Volksgerichtshof wurde Adam von Trott zu Solz am 26. August 1944 im Alter von 35 Jahren im Geheimen im Strafgefängnis Berlin-Plötzensee hingerichtet.

## Sippenhaft
Clarita von Trott zu Solz wurde nach der Verhaftung ihres Mannes in Sippenhaft genommen. Sie wurde am 17. August 1944 festgenommen und zusammen mit anderen Frauen von Widerstandskämpfern im Gefängnis Berlin-Moabit inhaftiert. Bereits einige Tage zuvor waren ihre Töchter Anna-Verena (2 Jahre) und Clarita (9 Monate) in Imshausen abgeholt worden und mit unbekanntem Ziel verschleppt worden. Sie wurden nach Bad Sachsa in das Kinderheim im Borntal verbracht, wo sie unter neuem Namen, zusammen mit anderen Kindern von Widerstandskämpfern, interniert waren. Im Oktober 1944 wurde Clarita von Trott zu Solz ohne Angabe von Gründen aus dem Gefängnis entlassen. Auch die Kinder kehrten kurze Zeit später nach Imshausen zurück.
Nach dem Krieg absolvierte Clarita von Trott zu Solz ein Medizinstudium und war später als Psychoanalytikerin tätig. Bis zu ihrem Tod im März 2013 lebte sie in Berlin.

## Erinnerung

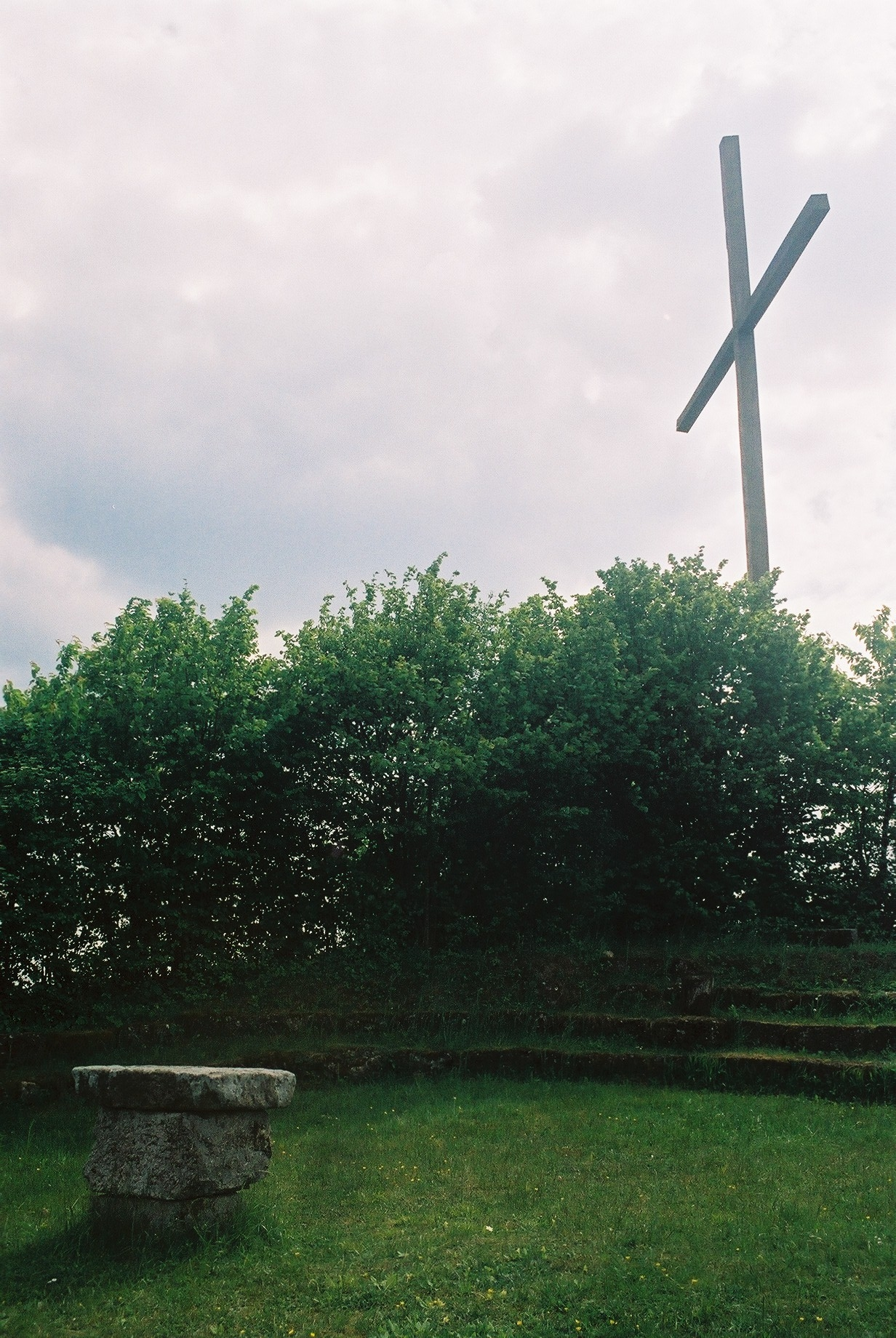
Gedenkstätte für Adam von Trott oberhalb von Imshausen

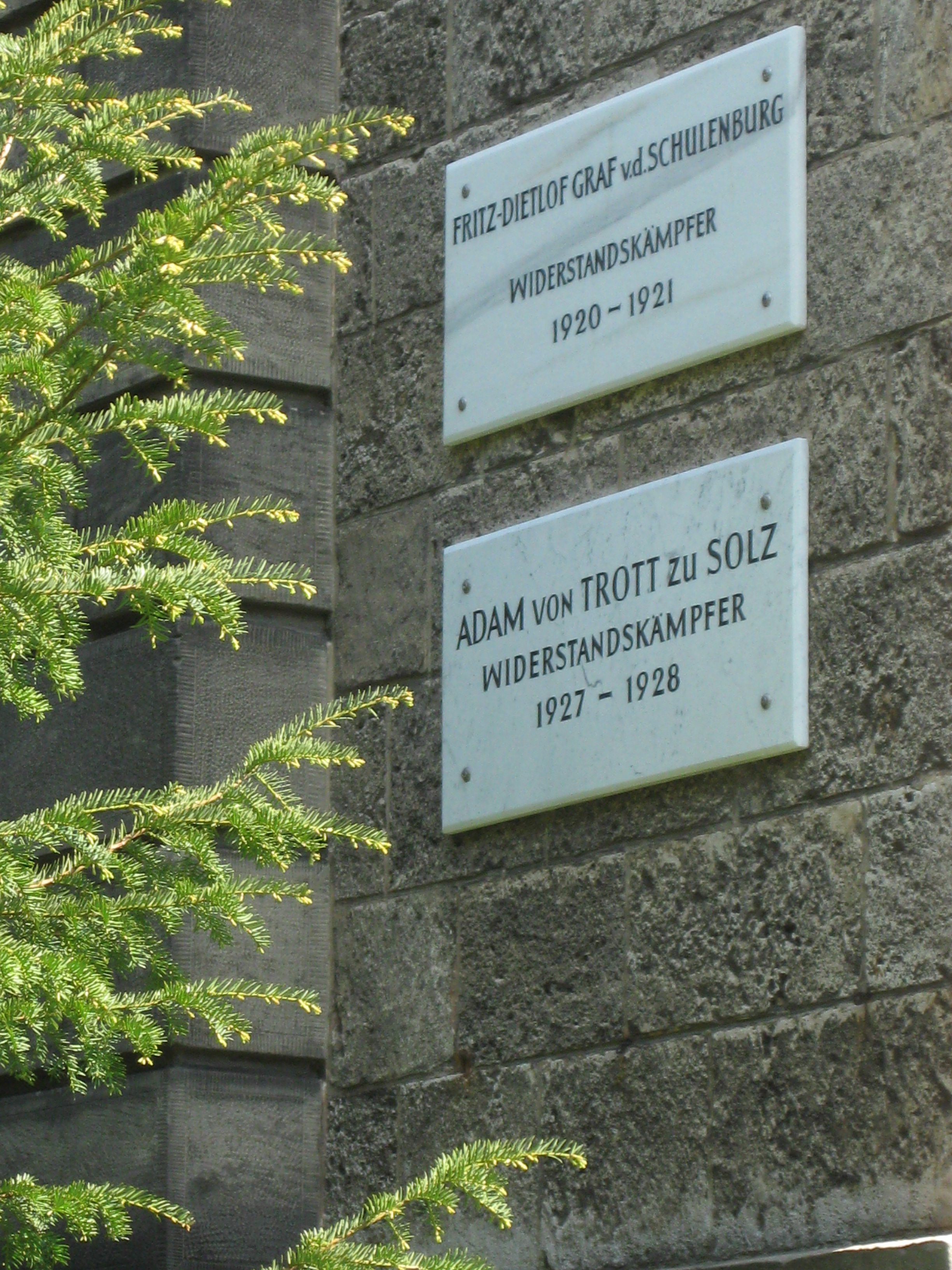
Gedenktafeln am Haus Theaterplatz 5 in Göttingen

Die Erinnerung an Adam von Trott zu Solz wird seit 1986 durch die Stiftung Adam von Trott Imshausen lebendig gehalten. Im Schloss Imshausen befindet sich heute eine von der Stiftung betriebene Tagungs- und Begegnungsstätte, die auch an das Leben und Werk Trotts erinnert. Clarita von Trott zu Solz war bis zu ihrem Tod Ehrenvorsitzende der Stiftung. Ein von Adams Brüdern Werner und Heinrich errichtetes Kreuz samt Gedenkstein oberhalb des Dorfes Imshausen sind Adam von Trott gewidmet. Der Gedenkstein trägt die Inschrift:
ADAM VON TROTT, 1909–1944. HINGERICHTET MIT DEN FREUNDEN IM KAMPFE GEGEN DIE VERDERBER UNSERER HEIMAT. BITTET FÜR SIE. BEHERZIGT IHR BEISPIEL.
Am 28. September 1958 kam es zur Grundsteinlegung für die Adam-von-Trott-Siedlung auf dem Warteberg bei Kassel, die 1964 fertig gestellt werden konnte. Hier fanden vorwiegend Flüchtlinge aus dem Sudetenland eine neue Unterkunft. Nahe der Siedlung steht ein Gedenkstein mit der Aufschrift: ER STARB FÜR DIE FREIHEIT
In Hann. Münden wurde der Bahnhofsvorplatz nach ihm benannt. Die Erklärung am Straßenschild lautet: ADAM VON TROTT ZU SOLZ. WIDERSTANDSKÄMPFER IM NATIONALSOZIALISMUS
Sein Potsdamer Geburtshaus, das heute ein Teilgebäude des Brandenburgischen Innenministeriums ist, erhielt 2009 anlässlich seines 100. Geburtstags eine Gedenktafel. In Weende (Göttingen) erhielt 2016 eine Straße den Namen Adam-von-Trott-Weg, die bis dahin nach dem Göttinger Mediziner und Ehrenbürger Rudolf-Stich-Weg geheißen hatte. Wegen Stichs NS-Vergangenheit hatte der Ortsrat Weende einstimmig diese Umbenennung beschlossen. Das neu erbaute Studentenwohnheim der Evangelischen Akademie Berlin, in Berlin-Wannsee, Am kleinen Wannsee 20, trug in den 1960er Jahren bis zum Verkauf und Abriss den Namen „Adam-von-Trott-Haus“. Das Auswärtige Amt in Berlin benannte 2017 einen Sitzungssaal nach Adam von Trott. Die Adam-von-Trott-Schule in Sontra ist nach ihm benannt. Am 20. Juli 2019 sprach Außenminister Heiko Maas auf einer Gedenkfeier für das Attentat vom 20. Juli 1944 an der Gedenkstätte für Adam von Trott in Imshausen. Adam von Trott zu Solz gehört zu den hingerichteten Corpsstudenten, die 70 und 75 Jahre nach dem Attentat in der Gedenkstätte Plötzensee geehrt wurden. Es sprachen Wolfgang von der Groeben (2014) und Rüdiger Döhler (2019).
Am 5. November 2021 wurde vor dem ehemaligen deutschen Außenministerium, Berlin-Mitte, Wilhelmstraße 92, ein Stolperstein für ihn verlegt.

## Veröffentlichungen
- Impressions of a German Student in England. In: The World’s Youth. 5. Jahrgang, 1929, S. 135 ff.
- Hegels Staatsphilosophie und das internationale Recht. Dissertation. V&R, Göttingen 1932.
- Junger Sozialismus in England. In: Neue Blätter für den Sozialismus. 4, 1933, S. 106–107.
- Moeller van den Bruck. In: Frankfurter Zeitung. 15. Juli 1934.
- Heinrich von Kleist. Politische und journalistische Schriften. Ausgewählt und eingeleitet von Adam von Trott. Protte, Potsdam 1935. (Neuauflage: Edition Hentrich, Berlin 1995, ISBN 3-89468-159-4)
- Bernard Bosanquet und der Einfluss Hegels auf die englische Staatsphilosophie. In: Zeitschrift für deutsche Kulturphilosophie. 4, 1938, S. 193–199.
- Der Kampf um die Herrschaftsgestaltung im Fernen Osten. In: Zeitschrift für ausländisches öffentliches Recht und Völkerrecht. 9, 1939.
- Der Ferne Osten 1940. In: Jahrbuch für Auswärtige Politik. 7. Jahrgang, 1941, S. 110–125.
- Ein böser Traum. In: Sinn und Form. 1, 2024, S. 5–9.

## Dokumente und Erinnerungen
- Christabel Bielenberg: Als ich Deutsche war: 1934–1945. Eine Engländerin erzählt. Autorisierte deutsche Fassung von Christian Spiel. Beck, München 1987, ISBN 3-406-31919-X.
- Klemens von Klemperer (Hrsg.): A Noble Combat – The Letters of Sheila Grant Duff and Adam von Trott zu Solz, 1932–1939. Clarendon, Oxford 1988, ISBN 0-19-822908-9.
- Marion Gräfin Dönhoff: Um der Ehre willen. Erinnerungen an die Freunde vom 20. Juli. Siedler, Berlin 1994, ISBN 3-88680-532-8.
- Clarita von Trott zu Solz: Adam von Trott zu Solz. Eine Lebensbeschreibung. Edition Hentrich, Berlin 1994, ISBN 3-89468-117-9 (Neuausgabe: Lukas, Berlin 2009, ISBN 978-3-86732-063-4).